# Предраг Лука
Предраг Лука (Пожаревац, 11. мај 1988) српски је фудбалер који игра на средини терена.

## Каријера
Лука је своју каријеру започео у родном Пожаревцу где је наступао за Млади радник, за који је у периоду од 2004. до 2010. одиграо 140 мечева и дао 29 голова. Године 2009. је био део тима који је остварио историјски пласман у Суперлигу Србије. После испадања Младог радника у нижи ранг Лука је потписао за београдски Рад. У Раду је провео две и по сезоне и одиграо 65 лигашких утакмица и дао 12 голова. У мају 2011. током меча са Смедеревом доживео је прелом ноге због чега је пропустио остатак сезоне. У фебруару 2013. потписао је троипогодишњи уговор са Партизаном где је успео да освоји две титуле првака Србије.

## Трофеји

### Партизан
- Суперлига Србије (2) : 2012/13, 2014/15.